# Cossacos de Cubã

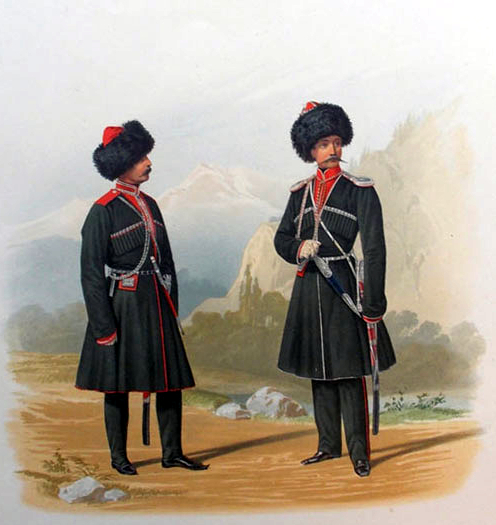
Cossacos em 1861

Os cossacos do Cubã (em russo:  Кубанские кaзаки, transl. Kubanskiie Kаzaki; em ucraniano:  Кубанські козаки, transl. Kubans'ki Kozaki) são cossacos que vivem na região de Cubã, na Rússia.
A maioria dos cossacos do Cubã é descendente de diferentes grupos principais de cossacos reassentados no oeste do Cáucaso Norte a partir do final do séc. XVIII. A parte ocidental da região (Península de Taman e região adjacente do nordeste) foi colonizada pelos Cossacos do Mar Negro, antes conhecidos como Cossacos Zaporojianos. A parte oriental e sudeste da região foi anteriormente administrada pelos regimentos de Khopior e Cubã dos Cossacos da Linha do Cáucaso, e por Cossacos do Don, que foram transferidos do Don em 1777.
A Hoste Cossaca do Cubã (em russo:  Кубанское казачье войско, transl. Kubanskoie kazatchie voisko), a unidade administrativa e militar composta de cossacos do Cubã, foi formada em 1860 e existiu até 1918. Durante a Guerra Civil Russa, os cossacos do Cubã proclamaram a República Popular de Cubã e desempenharam um papel fundamental no teatro sul do conflito. Os cossacos do Cubã sofreram pesadas perdas durante o Holodomor e o subseqüente extermínio soviético de russos e ucranianos na região do Cubã. Assim, durante a Segunda Guerra Mundial os cossacos do Cubã lutaram tanto pelo Exército Vermelho quanto contra eles, neste caso apoiando a Wehrmacht alemã. A moderna hoste cossaca do Cubã foi restabelecida em 1990, após o fim da União Soviética.

## História da formação da hoste cossaca do Cubã
Embora cossacos tenham vivido na região antes do final do século XVIII (uma teoria da origem cossaca traça sua linhagem até os antigos povos Kasog que povoaram a região do Cubã nos séculos IX-XIII), a paisagem local impediu sua habitação permanente. Os modernos Cossacos do Cubã reivindicam 1696 como o seu ano de fundação, quando os cossacos do Don de Khopior participaram de campanhas militares de Pedro I da Rússia. Desde essa época eles realizaram invasões esporádicas da região, que era parcialmente povoada pelos nogais, embora fosse parte dos domínios do Canato da Crimeia. Em 1784, a região foi conquistada pela Rússia, e sua colonização se tornou um passo importante na expansão do Império.

### Os cossacos do Mar Negro

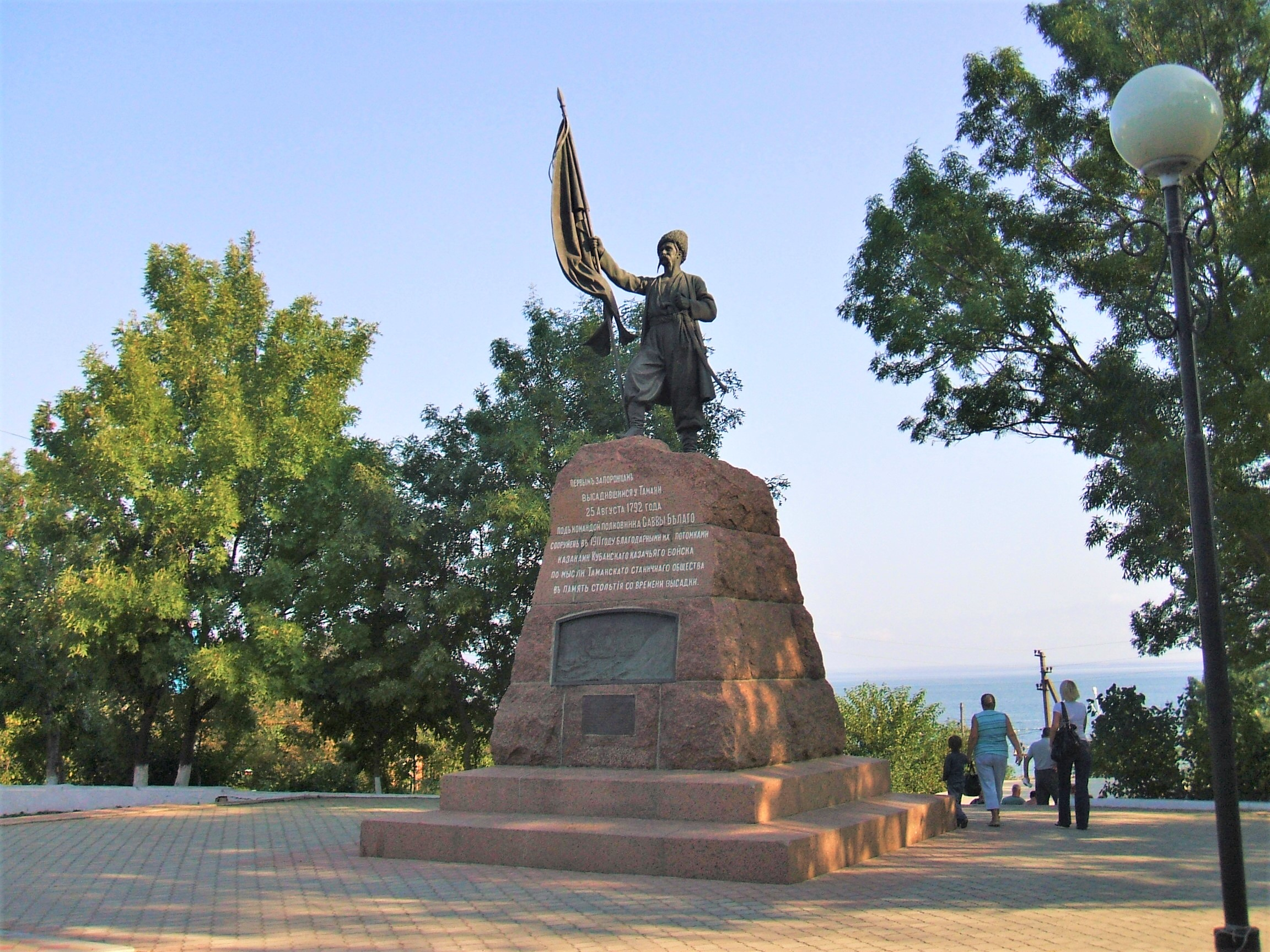
Um memorial aos primeiros colonos em Taman.

Em uma parte diferente do sudeste da Europa, no meio do Rio Dniepre, no que hoje é a Ucrânia, viviam os cossacos zaporojianos. No final do séc. XVIII, no entanto, sua capacidade de combate foi bastante reduzida. Com os seus adversários tradicionais, o Canato da Crimeia e a República Polaco-Lituana, agora praticamente extintas, a administração russa via pouco uso militar para eles. Esse siche, no entanto, representava um refúgio seguro para servos fugitivos, e muitas vezes tomava parte nas rebeliões que constantemente surgiam na Ucrânia. Outro problema para o governo imperial russo foi a resistência dos cossacos à colonização de terras que o governo considerava deles. Em 1775, depois de inúmeros ataques contra colonizadores sérvios, a imperatriz russa Catarina II mandou Grigori Potemkin destruir a hoste zaporojiana. A operação foi realizada pelo general Piotr Tekeli.
Parte dos zaporojianos (cinco mil homens ou 30% do hospedeiro) fugiu para a área do Danúbio, controlada pelos otomanos, outros se juntaram aos regimentos russos de hussardos e dragões, enquanto a maioria se voltava para a agricultura e o comércio locais.
Uma década depois, a administração russa foi forçada a reconsiderar sua decisão, com a escalada de tensão com o Império Otomano. Em 1778, o sultão turco ofereceu aos exilados zaporojianos a chance de construir um novo siche danubiano. Potemkin sugeriu que os ex-comandantes Antin Holovatii, Zakhari Chepiha e Sidir Bili reunissem os antigos cossacos na Hoste de Zaporojianos Leais, em 1787.
Essa nova hoste desempenhou um papel crucial na guerra russo-turca (1787-1792), e, por sua lealdade e serviço, a imperatriz russa recompensou-os com o uso eterno de Cubã, então habitado por remanescentes de Nogai. No contexto da Guerra do Cáucaso, isso permitiu à imperatriz avançar ainda mais a fronteira russa na Circássia. Renomeada como Hoste Cossaca do Mar Negro, um total de 25.000 pessoas migraram em 1792-93.

### Na fronteira russa (1777-1860)
Durante a guerra russo-turca (1768-1774) os cossacos do Don da região do rio Khoper participaram da campanha e, em 1770 solicitaram a formação de um regimento. Devido ao seu serviço na guerra, em 6 de outubro de 1774, Catarina, a Grande, emitiu um manifesto atendendo a seu pedido.

O fim da guerra e o Tratado de Küçük-Kainarji estenderam as fronteiras da Rússia para o sul, desde a entrada do rio Cubã no Mar de Azov, até a curva do rio Terek. Isso criou uma fronteira indefesa, e no verão de 1777 o regimento de Khopior - além dos remanescentes dos cossacos Volga e um regimento Dragões de Vladimir - foram reinstalados no norte do Cáucaso para construir uma linha de defesa entre Azov e Mozdok. Isso marcou o início da Guerra do Cáucaso, que continuaria por quase 90 anos. 

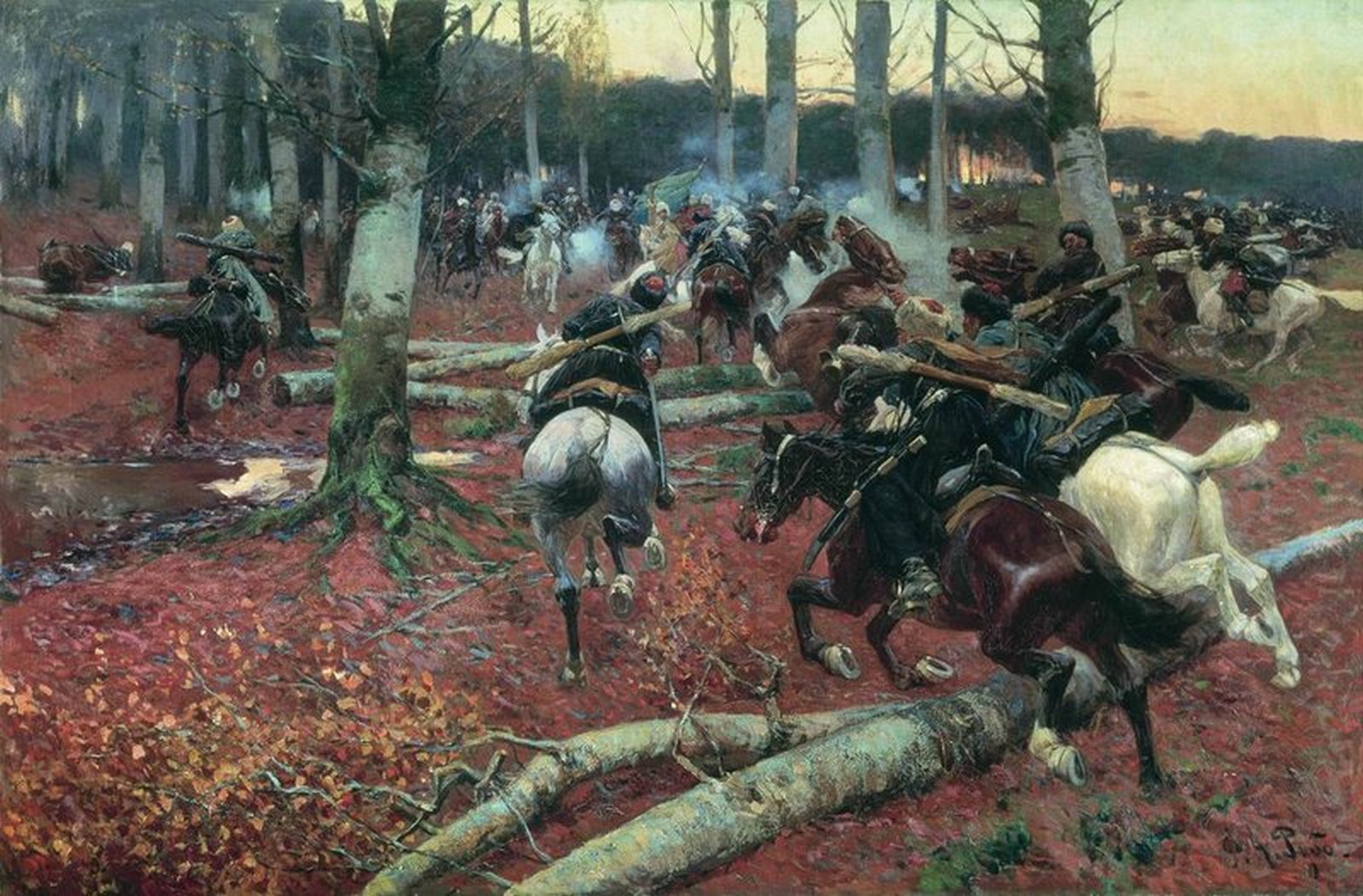
Reconhecimento cossaco durante as guerras do Cáucaso, por Franz Roubaud

O regimento de Khopior ficou responsável pelo flanco ocidental da linha, e em 1778-1782 os cossacos fundaram quatro assentamentos: Stavropolskaia (ao lado da fortaleza de Stavropol, estabelecida em 22 de outubro de 1777), Moskovskaia, Donskaia e Severnaia - com aproximadamente 140 famílias cossacas em cada. Em 1779, o regimento de Khopior recebeu seu próprio distrito. Em 1825-1826 o regimento começou suas primeiras expansões, para o oeste até a curva do rio Cubã e fundando cinco novos assentamentos. Em 1828, os cossacos de Khopior participaram da conquista dos carachais e em 1829 foram parte da primeira expedição russa a atingir o topo do Monte Elbrus.
No entanto, a posição russa no Cáucaso era frágil e, para facilitar a administração, em 1832, uma reforma uniu uma série de regimentos, formando uma única hoste de Cossacos da Linha do Cáucaso. O regimento Khopior também recebeu vários assentamentos civis, elevando sua força de trabalho para 12.000 homens. Com o avanço adicional para o rio Laba, o distrito Khopior foi dividido em dois regimentos, e Spokoinaia, Ispravnaia, Podgornaia, Udobnaia, Peredovaia e Storozhevaia formaram a Linha Laba.

### Zaporojianos além do rio Cubã

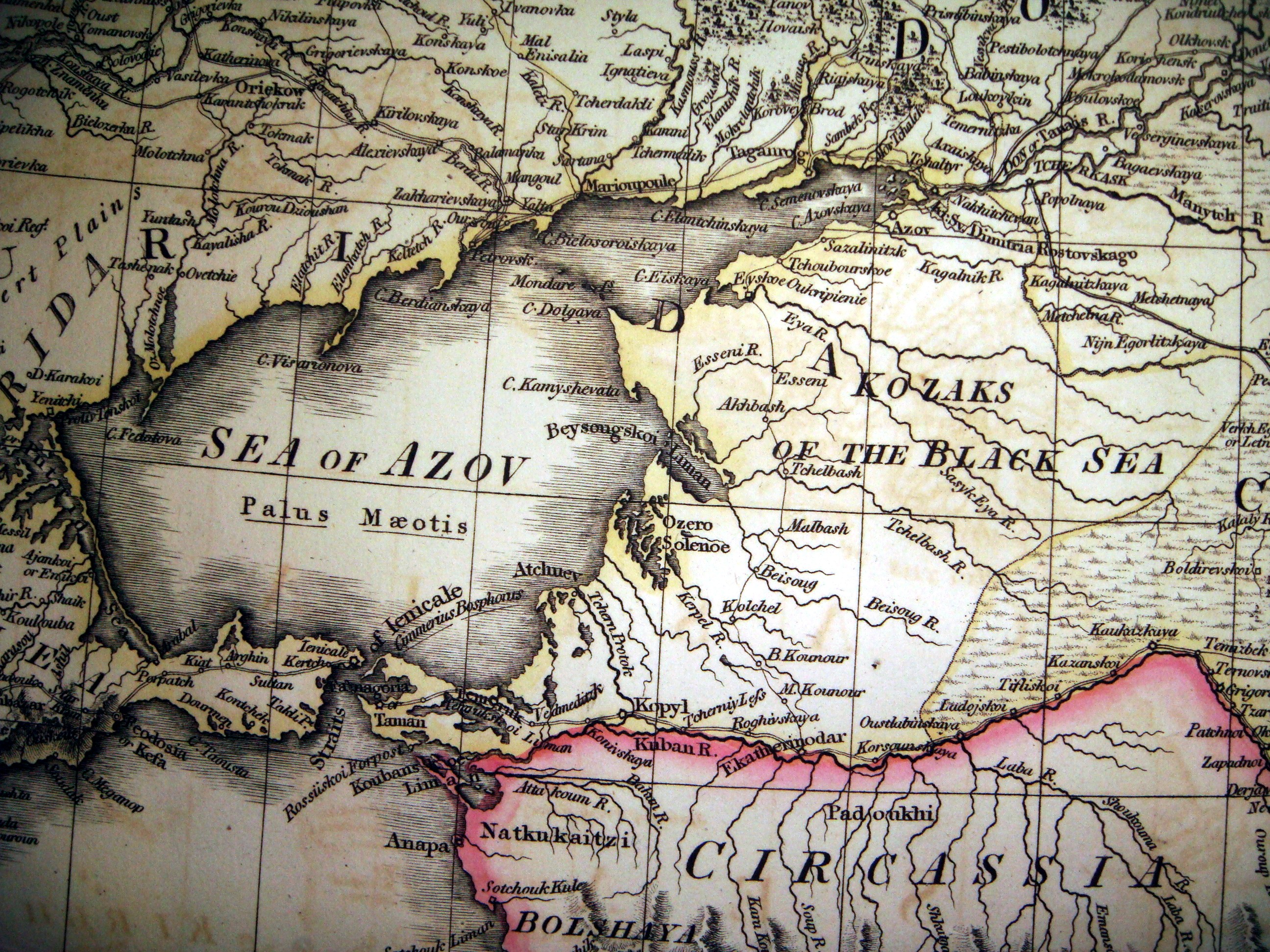
Mapa histórico mostrando o assentamento inicial dos cossacos do Mar Negro.

Muitas tradições dos cossacos zaporojianos foram preservadas dentre os cossacos do Mar Negro, como a eleição formal da administração da hoste, mas em alguns casos novas tradições substituíram as antigas. Em vez de um siche central, formou-se uma linha de defesa desde a enseada do rio Cubã até a enseada do rio Bolshaia Laba. A terra ao norte dessa linha foi assentada com aldeias chamadas stanitsas. O centro administrativo de Iekaterinodar (literalmente "presente de Catarina") foi construído. Os cossacos do Mar Negro enviaram homens para muitas campanhas importantes a pedido do Império Russo, como a supressão do levante polonês de Kościuszko em 1794, a malfadada Expedição russa à Pérsia em 1796, na qual quase metade dos cossacos morreram de fome e doenças, a Campanha da Rússia de 1812. A nova hoste participou da Guerra Russo-Persa (1826-1828), na qual eles atacaram o último bastião otomano da costa norte do Mar Negro, a fortaleza de Anapa, em 1828. No curso da Guerra da Criméia (1853-1856), os cossacos frustraram qualquer tentativa de abordagem aliada na Península de Taman, e tomaram parte na Defesa de Sebastopol.

## Expansão

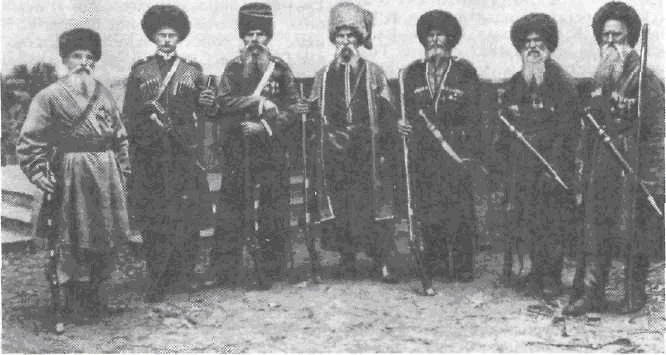
Cossacos no final do século XIX.

Com o passar dos anos, os cossacos do Mar Negro continuaram suas incursões sistemáticas nas regiões montanhosas do norte do Cáucaso. Participaram ativamente do final da conquista russa do norte do Cáucaso, e colonizaram as regiões que foram conquistadas. Para ajudá-los, um total de 70 mil ex-zaporojianos adicionais (do Bug, Ecaterinoslave e finalmente o Hoste cossaca de Azove) migraram para lá em meados do séc. XIX (todos os três precisaram ser reassentados para liberar espaço para a colonização da Nova Rússia). Com a crescente fraqueza do Império Otomano, bem como a formação de estados independentes nos Bálcãs, diminui a necessidade de uma presença cossaca forte na região. Eles enfim migraram para o Cubã em 1860.

### Apogeu da hoste de Cubã
O nova hoste tornou-se a segunda maior da Rússia. Os cossacos de Cubã continuaram a participar ativamente nos objetivos russos do séc. XIX, a partir do final da guerra russo-circassiana, que cessou logo após a formação da hoste. Um pequeno grupo participou da conquista de 1873 que subjugou o Canato de Quiva. Sua maior campanha militar foi a Guerra Russo-Turca (1877-1878), nas frentes dos Bálcãs e do Cáucaso. Neste último caso, em particular, sua contribuição foi substancial, pois os cossacos de Cubã correspondiam a 90% da cavalaria russa. Tiveram conquistas famosas nas numerosas Batalhas de Shipka, na defesa de Dourbaiazete e finalmente, na decisiva e vitoriosa Batalha de Carse. Três regimentos cossacos de Cubã participaram da tomada de Geok Tepe no Turquemenistão, em 1881. Participaram também da Guerra Russo-Japonesa (1904-1905).
Os cossacos também realizaram um segundo objetivo estratégico, a colonização das terras de Cubã. No total, a hoste possuía mais de seis milhões de dízimos, dos quais 5,7 milhões pertenciam aos assentamentos, com o restante em reserva ou em mãos privadas de oficiais e funcionários cossacos. Ao atingir a idade de 17 anos, a um cossaco eram dados entre 16 e 30 dízimos para cultivo e uso pessoal. Com o crescimento natural da população, a terra média que um cossaco possuía diminuiu de 23 dízimos em 1860 para 7,6 em 1917. Tais arranjos, no entanto, fizeram com que a colonização e o cultivo fossem muito racionais.
O propósito militar de Cubã espelhou em seu padrão de administração. Ao invés de um tradicional Gubernia Imperial com Uezds (distritos), o território era administrado pelo Oblast de Cubã, que era dividido em otdels (regiões que em 1888 contavam sete). Cada otdel tinha suas próprias sotnias, que por sua vez seriam divididas em stanitsas e khutors. O ataman (comandante) de cada região era responsável não só pela preparação militar dos cossacos, mas também pelos deveres da administração local. Os atamans locais de stanitsas e khutors eram eleitos, mas aprovados pelos atamans do otdel. Estes, por sua vez, eram nomeados pelo supremo ataman do exército, que por sua vez era nomeado diretamente pelo imperador russo. Antes de 1870, esse sistema de governança permaneceu robusto e todas as decisões legais eram levadas a cabo pelos atamans das stanitsas e por dois juízes eleitos. Posteriormente, porém, o sistema foi burocratizado e as funções judiciais tornaram-se independentes dos stanitsas.
A política mais liberal de Cubã foi diretamente refletida nos padrões de vida do povo. Uma das principais características disso era a educação. De fato, as primeiras escolas surgiram após a migração dos cossacos do Mar Negro, e em 1860, a hoste tinha uma escola secundária masculina e 30 escolas primárias. Em 1863, um primeiro periódico (Кубанские войсковые ведомсти, translit. Kubanskiye voiskovye vedomsti) passou a ser impresso, e dois anos depois a biblioteca da hoste foi aberta em Ecaterinodar. No total, em 1870, o número de escolas em stanitsas rurais aumentou para 170. No início do século 20, o oblast tinha uma taxa de alfabetização muito alta em comparação com o resto do Império Russo, de 50%, e a cada ano até 30 alunos de famílias cossacas (novamente uma taxa incomparável de qualquer outra província rural) eram enviados para estudar nos estabelecimentos de ensino superior da Rússia.
Durante o início do séc. XX, estabeleceram-se contatos entre Cubã e a Ucrânia e organizações clandestinas ucranianas surgiram em Cubã.

### Revolução Russa e Guerra Civil
Durante as revoluções russas e a resultante Guerra Civil, os cossacos se viram divididos em suas lealdades. Em outubro de 1917 foram proclamadas simultaneamente a República Soviética de Cubã e a Rada de Cubã, ambas afirmando seus direitos de governar Cubã. Pouco depois a Rada declarou a República Nacional de Cubã, mas logo foi dispersada pelas forças bolcheviques. Embora a maioria dos cossacos inicialmente tenha ficado do lado da Rada, muitos se juntaram aos bolcheviques, que lhes prometeram autonomia.

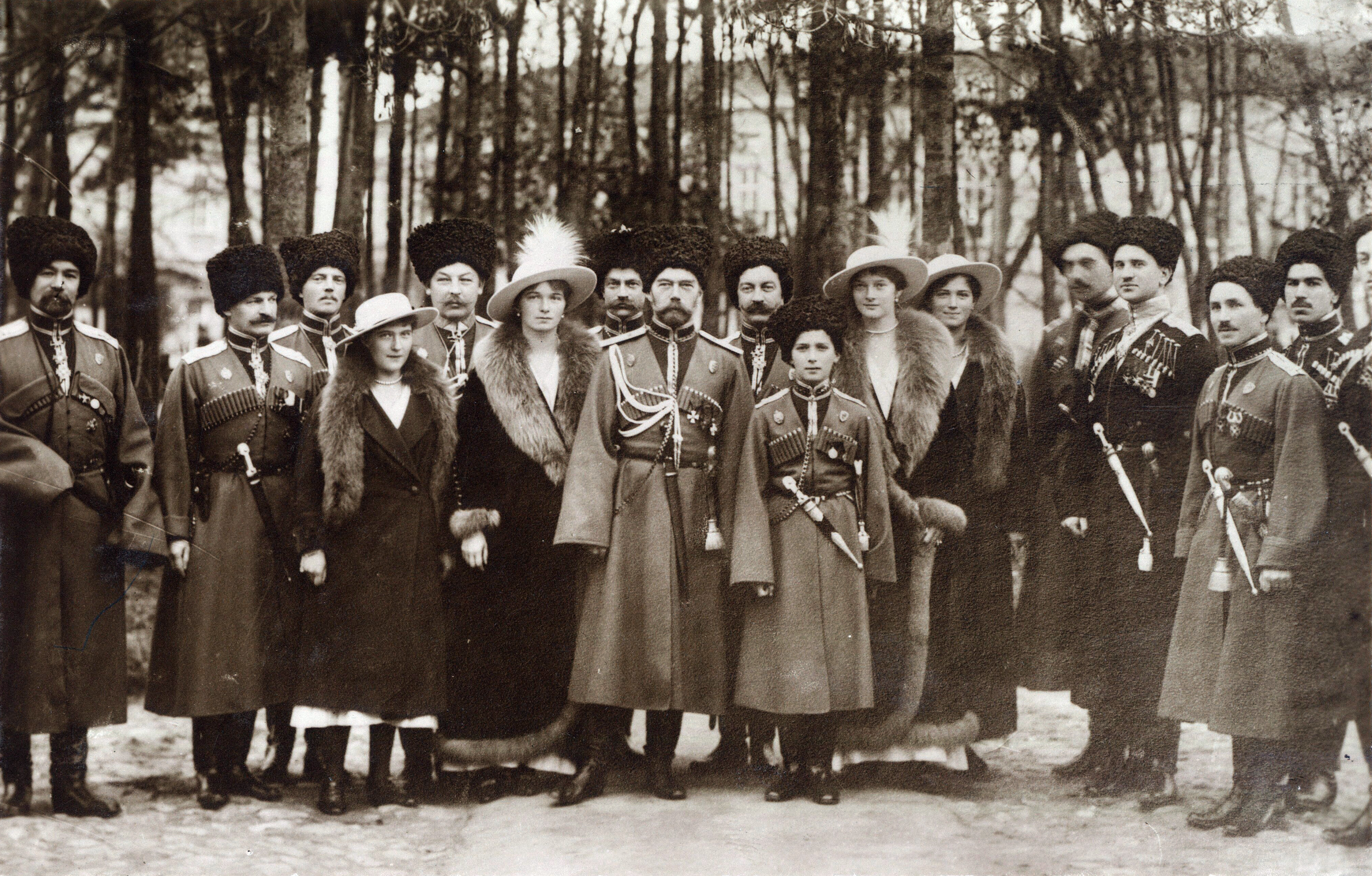
Cossacos de Cubã membros da Escolta Imperial posam com Nicolau II e sua família

Em março de 1918, após a bem sucedida ofensiva de Lavr Kornilov, a Rada de Cubã colocou-se sob sua autoridade. No entanto, após sua morte em junho de 1918, uma união federativa foi assinada com o governo ucraniano do hetman Paulo Skoropadski, após o qual muitos cossacos voltaram para casa ou desertaram para os bolcheviques. Além disso, houve uma divisão dos cossacos de Cubã a respeito de sua relação com o Exército Voluntário Russo de Denikin e as forças nacionalistas ucranianas.
Em 6 de novembro de 1919, as forças de Denikin cercaram a Rada e, com a ajuda do ataman Alexandre Filimonove prenderam dez de seus membros, incluindo P. Kurganski, então primeiro-ministro da Rada, e enforcaram publicamente um deles, por traição. Muitos cossacos se juntaram a Denikin e lutaram nas fileiras do Exército Voluntário. Em dezembro de 1919, após a derrota de Denikin e quando ficou claro que os bolcheviques iriam invadir Cubã, alguns dos grupos pró-ucranianos tentaram restaurar a Rada e romper com o Exército Voluntário e lutar contra os bolcheviques em aliança com a Ucrânia. No entanto, no início de 1920 o Exército Vermelho tomou a maior parte de Cubã, e ambos, Rada e Denikin, foram expulsos.
A política soviética de descossaquização reprimiu os cossacos e teve como objetivo eliminar a distinção dos cossacos. A descossaquização é por vezes descrita como um ato de genocídio.

### Estabelecimento do poder soviético
Após a vitória soviética, muitos cossacos de Cubã fugiram do país para evitar a perseguição dos bolcheviques. Um ponto de despejo notável foi a ilha grega de Lemnos, onde 18.000 cossacos de Cubã desembarcaram, muitos dos quais morreram de fome e doenças. Logo após a vitória do Exército Vermelho, a Hoste Cossaca de Cubã foi oficialmente dissolvida. Devido à sua lealdade anterior ao imperador russo e ao Exército Branco, o novo governo soviético considerava todos os cossacos uma ameaça ao seu ainda frágil poder. Uma campanha anticossaco foi implementada e as famílias cossacas de Cubã suportariam uma segregação deliberada, pois os bolcheviques cederam grande parte do território do Forecaucaso às novas províncias autônomas de minorias locais e incentivaram a colonização das estepes pré-montanhosas por essas últimas, às vezes expulsando à força os cossacos de suas casas nativas. A coletivização da estepe fértil também começou. A maioria dos cossacos se tornou camponesa local e trabalhou nas novas condições. Durante a fome soviética de 1932-1934, muitos cossacos morreram de fome.

### Segunda Guerra Mundial

#### Colaboração com aWehrmachte aWaffen SS

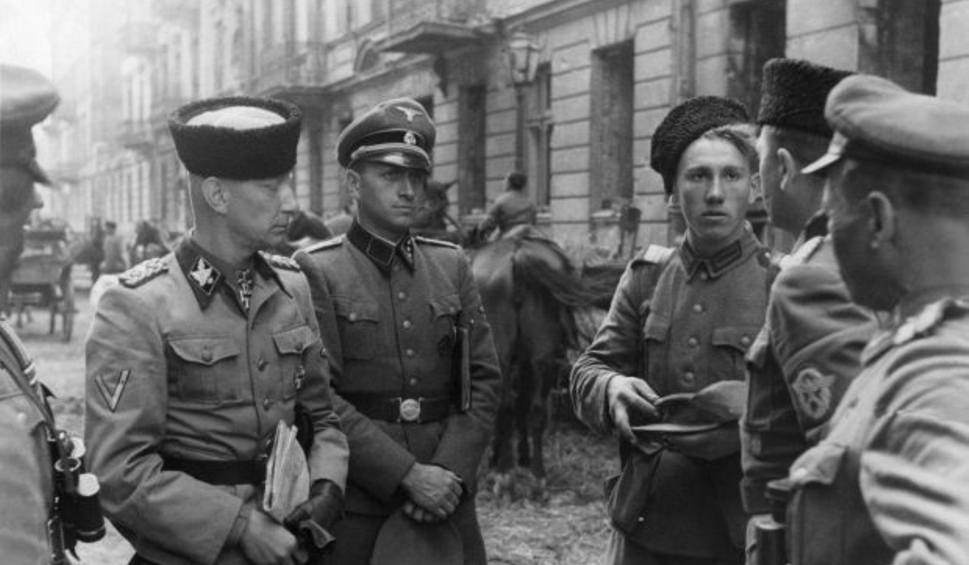
Waffen SS e o III Regimento de Cossacos, durante a Revolta de Varsóvia. O regimento era composto por Cossacos do Don e de Cubã

Os primeiros colaboradores formam formados por prisioneiros de guerra cossacos soviéticos e desertores após as consequências das primeiras derrotas do Exército Vermelho no curso da Operação Barbarossa.
Por exemplo, o major Kononov desertou em 22 de agosto de 1941 com um regimento inteiro, e foi fundamental na organização de voluntários cossacos na Wehrmacht. Alguns emigrantes cossacos, como Andrei Shkuro e Piotr Krasnov escolheram colaborar e ficaram no comando de duas divisões cossacas a serviço dos alemães.
No entanto, a maioria dos voluntários veio depois que os alemães chegaram às terras cossacas no verão de 1942. Depois da coletivização e da descossaquização, no verão de 1942 muitos receberam como libertadores os alemães que chegaram a Cubã. O Movimento Nacional de Libertação dos Cossacos foi criado, na esperança de mobilizar a oposição ao regime soviético com a intenção de reconstruir um Estado cossaco independente.
Embora existissem vários destacamentos cossacos menores na Wehrmacht desde 1941, a 1ª Divisão Cossaca, composta por cossacos do Don, de Terek e de Cubã, foi formada em 1943. Essa divisão foi acompanhada da criação da 2ª Divisão de Cavalaria Cossaca, formada em dezembro de 1944. Ambas as divisões participaram de hostilidades contra os partisans de Tito na Iugoslávia. Em fevereiro de 1945, ambas as divisões cossacas foram transferidas para a Waffen-SS e passaram a constituir o XV Corpo Cossaco de Cavalaria das SS. No final da guerra, os colaboradores cossacos recuaram para a Itália e se renderam ao exército britânico, mas, sob o acordo de Yalta, foram repatriados à força com o resto dos colaboradores para as autoridades soviéticas. Alguns foram executados.

#### Cossacos no Exército Vermelho
Apesar das deserções, a maioria dos cossacos permaneceu fiel ao Exército Vermelho. Nas primeiras batalhas, particularmente o cerco de Bialystok, unidades cossacas lutaram até a morte.
No princípio da guerra, durante o avanço alemão em direção a Moscou os cossacos foram amplamente usados em incursões além das linhas inimigas. A mais famosa delas ocorreu durante a Batalha de Smolensk, sob o comando de Lev Dovator. A incursão, em dez dias percorreu 300 km antes de retornar. Enquanto isso, unidades sob o comando do general Pavel Belov lideraram o contra-ataque no flanco direito do 6º Exército alemão, atrasando seu avanço em direção a Moscou.
O alto profissionalismo dos cossacos liderados por Dovator e Belov (ambos generais mais tarde receberiam o título Herói da União Soviética e suas unidades elevadas ao status de "da Guarda", uma categoria de elite) assegurou que muitas novas unidades fossem formadas. No final, se os alemães durante toda a guerra só conseguiram formar dois corpos de cossacos, o Exército Vermelho em 1942 já tinha 17. Muitas das unidades recém-formadas continham numerosos voluntários etnicamente cossacos. Os cossacos de Cubã foram alocados majoritariamente nos 10º, 12º e 13º corpos. No entanto, a mais famosa unidade de cossacos de Cubã foi o 17º Corpo Cossaco, sob o comando do general Nikolai Kirichenko.
Durante a fase de abertura da Batalha de Stalingrado, quando os alemães invadiram Cubã, a maioria da população cossaca, muito antes de os alemães começarem a se movimentar com Krasnov e Shkuro, juntou-se aos partisans. Consequentemente, ataques às posições alemãs das montanhas do Cáucaso se tornaram comuns. Após a derrota alemã em Stalingrado, o 4º Corpo Cossaco de Cubã da Guarda, fortalecido por tanques e artilharia, rompeu as linhas alemãs e libertou Mineralnie Vodi e Stavropol .
Na última parte da guerra, embora os cossacos se mostrassem especialmente úteis em guardas de reconhecimento e retaguarda, a guerra mostrou que a era da cavalaria chegara ao fim.
O famoso 4º Regimento Cossaco de Cubã da Guarda, que participou em intensos combates no curso da libertação do sul da Ucrânia e da Romênia, foi autorizado a marchar orgulhosamente na Praça Vermelha, no famoso desfile da vitória de 1945.

## Atualmente

Bandeira dos Cossacos de Cubã

Após a guerra, os regimentos cossacos, juntamente com a cavalaria restante, foram desmantelados e removidos das forças armadas soviéticas, por se acharem obsoletos.
Desde o final dos anos 1980 houve esforços para reviver as tradições cossacas. Em 1990, a Hoste de Cubã foi mais uma vez reconhecida pelo Ataman Supremo da Grande Hoste do Don (Всевеликое Войско Донское). Nessa época, alguns sentimentos pró-ucranianos surgiram entre alguns líderes cossacos de Cubã. Por exemplo, quando em maio de 1993 o líder cossaco Ievhen Nahai foi preso e acusado de tramar um golpe, outro líder cossaco (kish otaman Piuipenko) ameaçou pedir apoio à Ucrânia se os direitos de Nahai fossem violados. Uma marcha de cossacos da cavalaria, do leste da Ucrânia até Cubã, foi recebida com algum entusiasmo pelos habitantes locais.
Os cossacos têm participado ativamente de alguns dos desenvolvimentos políticos mais abruptos após a dissolução da União Soviética: Ossétia do Sul, Crimeia, Kosovo, Transnístria e Abecásia.
Este último conflito foi especialmente importante para os cossacos de Cubã. Nos anos 1920 vários cossacos fugiram da descossaquização e foram assimilados pelo povo abecaz. Antes do conflito entre a Geórgia e a Abecásia, houve um forte movimento de criação de uma hoste abecaz-cubana entre os descendentes. Quando a guerra civil começou, 1500 cossacos Cubã da Rússia voluntariaram-se para ajudar o lado da Abecásia. Desde então, um destacamento de cossacos de Cubã continua a habitar a Abecásia, e sua presença continua a influenciar as relações georgiano-russas.
De acordo com os relatórios de direitos humanos da década de 1990, os cossacos assediavam regularmente não-russos, como armênios e chechenos, que moravam no sul da Rússia.
Muitas unidades de cossacos de Cubã participaram da guerra no leste da Ucrânia, e formaram uma parte essencial do movimento separatista.

## Cultura
Devido ao padrão único de migração que os cossacos zaporojianos empreenderam, a identidade cossaca de Cubã produziu uma culturas muito distinta, não apenas em relação a outros cossacos, mas também quanto às outras identidades eslavas orientais. A proximidade das montanhas do Cáucaso e do povo circassiano influenciaram o traje e o uniforme dos cossacos, e danças locais também foram integradas ao estilo de vida dos cossacos de Cubã. Ao mesmo tempo, os cossacos preservaram grande parte do seu legado zaporojiano, e viram nascer um movimento de preservação da bandura de Cubã e um coro de cossacos de Cubã, este último famoso em todo o mundo por suas performances de cossacos e canções e danças folclóricas, realizadas nas línguas russa e ucraniana.

## Identidade nacional

Um mapa de 1916 do Oblast de Cubã, com a vizinha Província do Mar Negro e parte do Okrug de Sukhumi (em russo)

O conceito de identidade nacional e étnica dos cossacos de Cubã mudou com o tempo, e tem sido objeto de muita contenção.
No censo de 1897, 47,3% da população de Cubã (incluindo muitos migrantes não-cossacos) referiam-se à sua língua nativa como pequeno russo, um termo para o idioma ucraniano, enquanto 42,6% se referiam à sua língua nativa como grande russo, este sendo o idioma russo.
A maior parte da produção cultural em Cubã no período de 1890-1910, como peças de teatro e contos folclóricos, foi escrita e executada na língua russa ou ucraniana, e um dos primeiros partidos políticos em Cubã foi o Partido Revolucionário Ucraniano. Durante a Primeira Guerra Mundial, autoridades austríacas receberam relatos de uma organização ucraniana do Império Russo informando que 700 cossacos de Cubã no leste da Galícia haviam sido presos por seus oficiais russos por se recusarem a lutar contra os ucranianos no Exército austríaco. Brevemente durante a Guerra Civil Russa, a Rada Cossaca de Cubã declarou que o ucraniano era a língua oficial dos cossacos de Cubã, antes de sua supressão pelo líder do movimento branco, General Anton Denikin.
Após a vitória bolchevique na guerra civil russa, o Cubã era visto como uma das regiões mais hostis ao jovem Estado comunista. Em seu discurso de 1923, dedicado às questões nacionais e étnicas no partido e nos assuntos do Estado, Joseph Stalin identificou vários obstáculos na implementação do programa nacional do partido. Esses eram o "chauvinismo das nações dominantes", a "desigualdade econômica e cultural" das nacionalidades e os "resquícios do nacionalismo dentre algumas nações que suportaram o pesado jugo da opressão nacional". Em Cubã, essas questões deram origem a uma abordagem única. A minoria tornou-se os camponeses não-cossacos, que tal como os habitantes da Nova Rússia, eram um grupo misto da população, com uma maioria étnica ucraniana. Para combater o "chauvinismo da nação dominante" foi introduzida uma política de ucranização. De acordo com o censo de 1926, já havia quase um milhão de ucranianos registrados apenas no okrug de Cubã (62% da população total).
Além disso, foram abertas 700 escolas com ucraniano como língua de instrução, e o Instituto Pedagógico de Cubã tinha seu próprio departamento ucraniano. Numerosos jornais em língua ucraniana, como Chornomorets e Kubanska Zoria, foram publicados. Segundo o historiador A. L. Pawliczko, houve uma tentativa de realizar um referendo sobre a união de Cubã com a RSS da Ucrânia. Em 1930, o ministro ucraniano Mikola Skripnik, envolvido na resolução de questões nacionais na RSS da Ucrânia, apresentou uma proposta oficial a Joseph Stalin de que os territórios das regiões de Voronej, Kursk, Cornomoriia, Azov e Cubã fossem administrados pelo governo da RSS da Ucrânia.
O programa de ucranização foi revertido no final de 1932, e no final da década de 1930 a maioria dos ucranianos de Cubã se identificou como russos. Como resultado, no censo de 1939 os russos de Cubã eram uma maioria de 86%. A segunda edição da Grande Enciclopédia Soviética nomeou explicitamente os cossacos de Cubã como russos.
O vernáculo Cubã moderno conhecido como balatchka difere do russo literário contemporâneo e é mais semelhante ao dialeto falado na Ucrânia central e sobretudo na região de Tcherkássi. Em algumas regiões, esse vernáculo inclui palavras e sotaques do norte do Cáucaso. A influência das formas gramaticais russas também é aparente.
Como muitos outros cossacos, alguns se recusam a aceitar a si mesmos como parte da etnia russa, e afirmam ser um subgrupo como os Pomoros. No censo russo de 2002, os cossacos foram autorizados a ter uma nacionalidade distinta como um sub-grupo étnico russo separado. Os cossacos de Cubã que viviam no Krai de Krasnodar, na Adigueia, na Carachai-Circássia e em algumas regiões do Krai de Stavropol e da Carbárdia-Balcária, contavam com 25.000 homens. No entanto, os critérios da realização do censo levaram a contar apenas cossacos que estão no serviço ativo e, ao mesmo tempo, 300.000 famílias foram registradas pela Hoste Cossaca de Cubã. Os cossacos de Cubã não afiliados politicamente à Hoste Cossaca de Cubã mantiveram, em vários momentos, uma orientação pró-ucraniana.

## Organização
No Império Russo, as terras de Cubã eram administrada pelo Oblast de Cubã, com uma administração semi-militar. Ele era composto de sete subdivisões (otdels) e contava com 1,3 milhão de pessoas (278 stanitsas e 32 khutors). Os cossacos de Cubã formavam unidades regulares do Exército Imperial Russo.
Em tempo de paz, o Exército forneceu 10 regimentos de cavalos que compunham uma divisão cossaca de Cubã, mais seis batalhões de infantaria, seis baterias de artilharia e unidades irregulares e de apoio. Os regimentos estavam ligados às localidades específicas onde eram recrutados, embora fossem frequentemente enviados para outras partes do Império. Em tempos de guerra, eram recrutados homens de diferentes regiões a fim de formar "segundos" regimentos. Quando mais homens eram necessários, um "terceiro" regimento era formado para ser despachado como reforço. Durante a Primeira Guerra Mundial, um total de 37 regimentos de cavalaria foram recrutados pela Hoste Cossaca de Cubã.